# Бруссонетия бумажная
Бруссонетия бумажная, или Японское бумажное дерево, Бумажная шелковица  (лат. Broussonetia papyrifera) — вид тропических растений рода Бруссонетия (Broussonetia) семейства Тутовые (Moraceae).

## Распространение и экология
В природе ареал вида охватывает Восточную (Китай, Япония, Тайвань и Корея) и Юго-Восточную Азию (Камбоджа, Лаос, Мьянма, Таиланд, Вьетнам и Малайзия). Натурализовалось в Океании. Завезёна в Европу и Северную Америку.
К почве нетребовательна. Достаточно засухоустойчива.
Считается одним из самых злостных сорняков в Пакистане, входит в число наиболее значимых инвазивных растений в пампасах Аргентины и является доминирующим инвазивным видом в лесах Уганды.

## Ботаническое описание
Бруссонетия бумажная может быть представлена деревьями высотой до 16 м или кустарниками с яйцевидной кроной. Ветви толстые, опушённые, на молодых кора серо-зелёная или оливковая, позже бурая.
Листья яйцевидные или трёхлопастные, длиной 7—20 см, шириной 5 см, с оттянутой вершиной и сердцевидным основанием, по краю мелкозубчатые, иногда двоякопильчатые, волосистые, сверху жёстко-шершавые, снизу сплошь или только по жилкам длинно-мягковолосистые, на черешках длиной 3—10 см.
Тычиночные серёжки длиной 6—8 см; пестичные головки диаметром 2 см.
Плодоножки длиной 2—5 см; плоды диаметром 2—3 см.
Цветение в мае. Плодоношение в сентябре.
|                                                                                |  |  |
| Слева направо: Листья. Тычиночные серёжки. Пестичное соцветие и зелёные плоды. |  |  |

## Значение и применение
Разводится в Западной Европе и Северной Америке. Во Франции интродуцировано в XVIII веке.
Кора молодых побегов и луб используются для изготовления высококачественных сортов бумаги.
Бруссонетия бумажная является кормовым растением личинок Aegosoma sinicum.
На островах Полинезии из коры бруссонетии изготавливают один из видов ткани — тапу (по-гавайски капа) веками делали из луба шелковицы. C одного ствола толщиной 2,5 см получали почти полметра коры, потому что её срезали так медленно, что она успевала вырасти снова. Кору вымачивали, отбивали, красили и пропитывали травами для аромата. Края полосок склеивали и сбивали вместе, а саму ткань раскрашивали или наносили на неё сложный орнамент. В результате получались мягкие натуральные одеяла, юбки и набедренные повязки.
Плоды съедобны.

## Таксономия
Вид Бруссонетия бумажная входит в род Бруссонетия (Broussonetia) трибы Moreae семейства Тутовые (Moraceae) порядка Розоцветные (Rosales).
|  |                                      |  |                                                             |                                                             |                   |  | ещё 8 семейств (согласно Системе APG II) | ещё 8 семейств (согласно Системе APG II) |                 |  |  |  | ещё от 6 до 10 родов | ещё от 6 до 10 родов     |  |  |
|  |                                      |  |                                                             |                                                             |                   |  | ещё 8 семейств (согласно Системе APG II) | ещё 8 семейств (согласно Системе APG II) |                 |  |  |  | ещё от 6 до 10 родов | ещё от 6 до 10 родов     |  |  |
|  |                                      |  |                                                             | порядок Розоцветные                                         |                   |  |                                          |                                          | триба Moraceae  |  |  |  |                      | вид Бруссонетия бумажная |  |  |
|  |                                      |  |                                                             | порядок Розоцветные                                         |                   |  |                                          |                                          | триба Moraceae  |  |  |  |                      | вид Бруссонетия бумажная |  |  |
|  | отдел Цветковые, или Покрытосеменные |  |                                                             |                                                             | семейство Тутовые |  |                                          |                                          | род Бруссонетия |  |  |  |                      |                          |  |  |
|  | отдел Цветковые, или Покрытосеменные |  |                                                             |                                                             |                   |  |                                          |                                          |                 |  |  |  |                      |                          |  |  |
|  |                                      |  | ещё 44 порядка цветковых растений (согласно Системе APG II) | ещё 44 порядка цветковых растений (согласно Системе APG II) |                   |  |                                          | ещё 4 трибы                              | ещё 4 трибы     |  |  |  | ещё от 5 до 7 видов  |                          |  |  |
|  |                                      |  |                                                             | ещё 44 порядка цветковых растений (согласно Системе APG II) |                   |  |                                          |                                          | ещё 4 трибы     |  |  |  |                      |                          |  |  |